# Sind Sie sicher?
Sind Sie sicher? war von 1964 bis 1973 eine Fernsehsendung des Deutschen Fernsehfunks beziehungsweise des Fernsehens der DDR, die von Karl Gass moderiert als Ein Spiel um gutes Wissen auf unterhaltsame Weise Bildung vermittelte.

## Struktur und Geschichte
Nach Pilotsendungen mit zwei anderen Moderatoren – darunter auch der Filmschauspieler Günther Simon –  wurden Peter Klemm und seine Frau als Redakteure hinzugezogen, welche den damals 47-jährigen Dokumentarfilmregisseur Karl Gass als Spielmeister vorschlugen, mit dem der Fernseh-Quiz nach dem Neustart am Sonnabend, dem 29. November 1964, 15.55 Uhr, bald in die Hauptsendezeit Mittwochabend um 20.00 Uhr vordrang.
Die fünf Kandidaten dieses 50 Minuten währenden Wissenswettbewerbs vor kleinem Studiopublikum wurden vom Spielmeister einzeln zu sieben Kategorien abgefragt: Chemie, Geschichte, Kunst/Kultur, Literatur, Mathematik, Musik, Technik.  Bei jedem Gebiet konnte der Kandidat einen Schwierigkeitsgrad von Eins bis Fünf wählen, der ihm eine analoge Anzahl von Punkten einbrachte. Der Spielmeister stellte anhand von kurzen Filmen oder Bildern ausschließlich offene Fragen ohne Auswahlmöglichkeiten. Mit den sieben Fragen konnte der Kandidat theoretisch 35 Punkte erlangen. Die einiges Nachdenken bedürfenden, verbal zu beantwortenden Fragen waren in den höheren Schwierigkeitsgraden sehr anspruchsvoll. Die maximale Punkteanzahl wurde in der siebenjährigen Geschichte dieses Quiz’ nie erreicht. Der Kandidat mit der höchsten Punktzahl erhielt einen Geschenkgutschein für Bücher beziehungsweise Schallplatten im Wert von 150 Mark. Außerdem gab es jedes Mal auch eine Frage für die Zuschauer. Inhalt, Machart und Spielmeister der Sendung waren sehr populär in der DDR und erreichten Spitzenwerte in der Sehbeteiligung von 83 bis 84 Prozent.
Die ersten 25 Folgen wurden live gesendet, danach zeichnete man auf und kürzte zum Beispiel Nachdenkpausen – die Kandidaten hatten 15 bis 20 Sekunden musikalisch untermalte Bedenkzeit – ein. Um die fünf Teilnehmer jeder Sendung zu finden, erfolgten in den ersten Jahren Auswahlveranstaltungen mit jeweils 120 der Personen, die sich für die Sendung beworben hatten, aus denen man die besten zehn Kandidaten für jeweils zwei Ausgaben kürte. Als man den Auswahlaufwand später reduzierte, kündigte der Spielmeister Karl Gass die Sendung nach sieben erfolgreichen Jahren auf.
Das ab 1974 folgende Sendeformat des Fernsehens der DDR lief unter dem Titel Schätzen Sie mal. Es wurde dabei kein Wissen mehr verlangt, sondern geraten.